# 18 (عدد)
18 (ثمانية عشر) هو عدد صحيح. يلي العدد 17 ويسبق العدد 19 وهو عدد طبيعي موجب.